# ムベ
ムベ（郁子・野木瓜、学名: Stauntonia hexaphylla）は、アケビ科ムベ属の常緑つる性木本植物。別名トキワアケビ、ウベなどともよばれる。

## 名称
和名「ムベ」は、古くに果実を朝廷に献上したオオムベが転じたものとされる。またアケビに似ていて常緑なので、別名「トキワアケビ」（常磐木通）ともいう。方言名はグベ（長崎県諫早地方）、フユビ（島根県隠岐郡）、ウンベ（鹿児島県）、ウベ、イノチナガ、コッコなどがある。

## 分布・生育地
日本の関東地方南部以西の本州・四国・九州・沖縄、日本国外では朝鮮半島南部、台湾、中国に分布する。暖地の山地や山野、海岸近くに自生する。また自然分布以外では、日よけ棚などに庭に植えられることもある。

## 形態・生態
常緑つる性の木本で、樹皮は淡褐色から茶褐色で皮目があり、成木では縦に浅く裂けて剥がれる。若い枝は緑色をしており、皮目がよく目立つ。葉は柄のある掌状複葉で、小葉はふつう5枚つくが、若い枝では3枚、成熟した枝では5 - 7枚つく。小葉の葉身は厚い革質で、深緑で艶があり、裏側はやや色が薄い。裏面には、特徴的な網状の葉脈を見ることが出来る。
花期は4 - 5月。雌雄同株で、花には雌花・雄花がある。花は葉のわきに総状につき、雌花は雄花よりも大きく、芳香を発している。花色は外面は淡黄緑色を帯び、内面は暗紅紫色で、雄花・雌花とも花弁はなく6枚の萼片からなり、見た目は剥いたバナナの皮のようでアケビの花とは趣が異なる。
果期は9 - 10月。果実は5 - 7センチメートル (cm) の楕円形で暗紅紫色に熟す。この果実は同じ科のアケビに似ているが、果皮はアケビに比べると薄く柔らかく、熟しても心皮の縫合線に沿って裂けることはない。果皮の内側には、乳白色の非常に固い層がある。その内側に、胎座に由来する半透明の果肉をまとった小さな黒い種子が多数あり、その間には甘い果汁が満たされている。果肉は甘く食用になるが、種がしっかり着いており、種子をより分けて食べるのは難しい。自然状態ではニホンザルが好んで食べ、種子散布に寄与しているようである。
冬芽は長さ6 - 8ミリメートル (mm) の円錐形で、緑色から赤茶色の10 - 16枚からなる芽鱗に包まれる。冬芽の下にある葉痕は半円形で、葉柄がちぎれたようにも見え、維管束痕ははっきりしない。

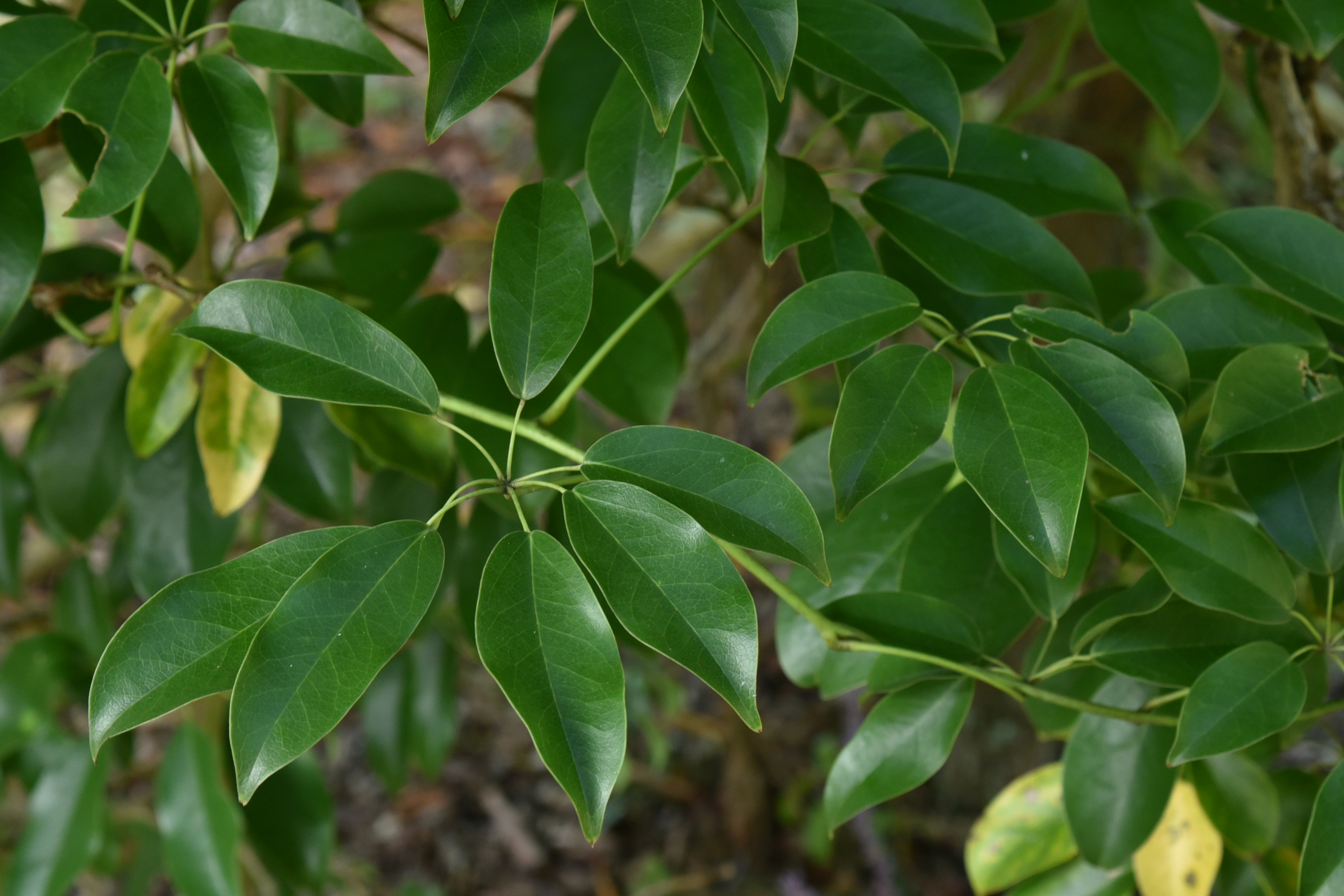
葉
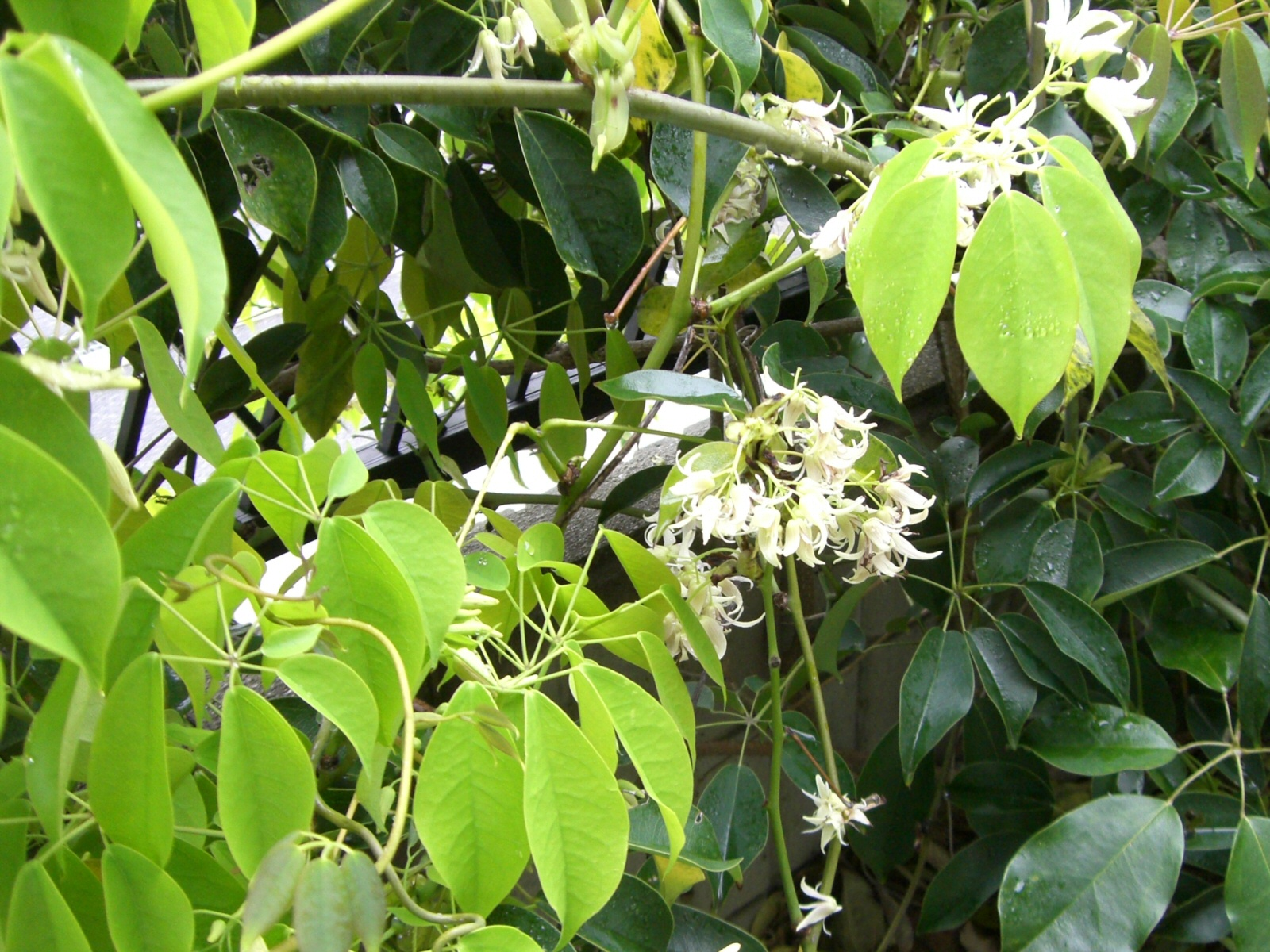
開花期（4月末から5月）
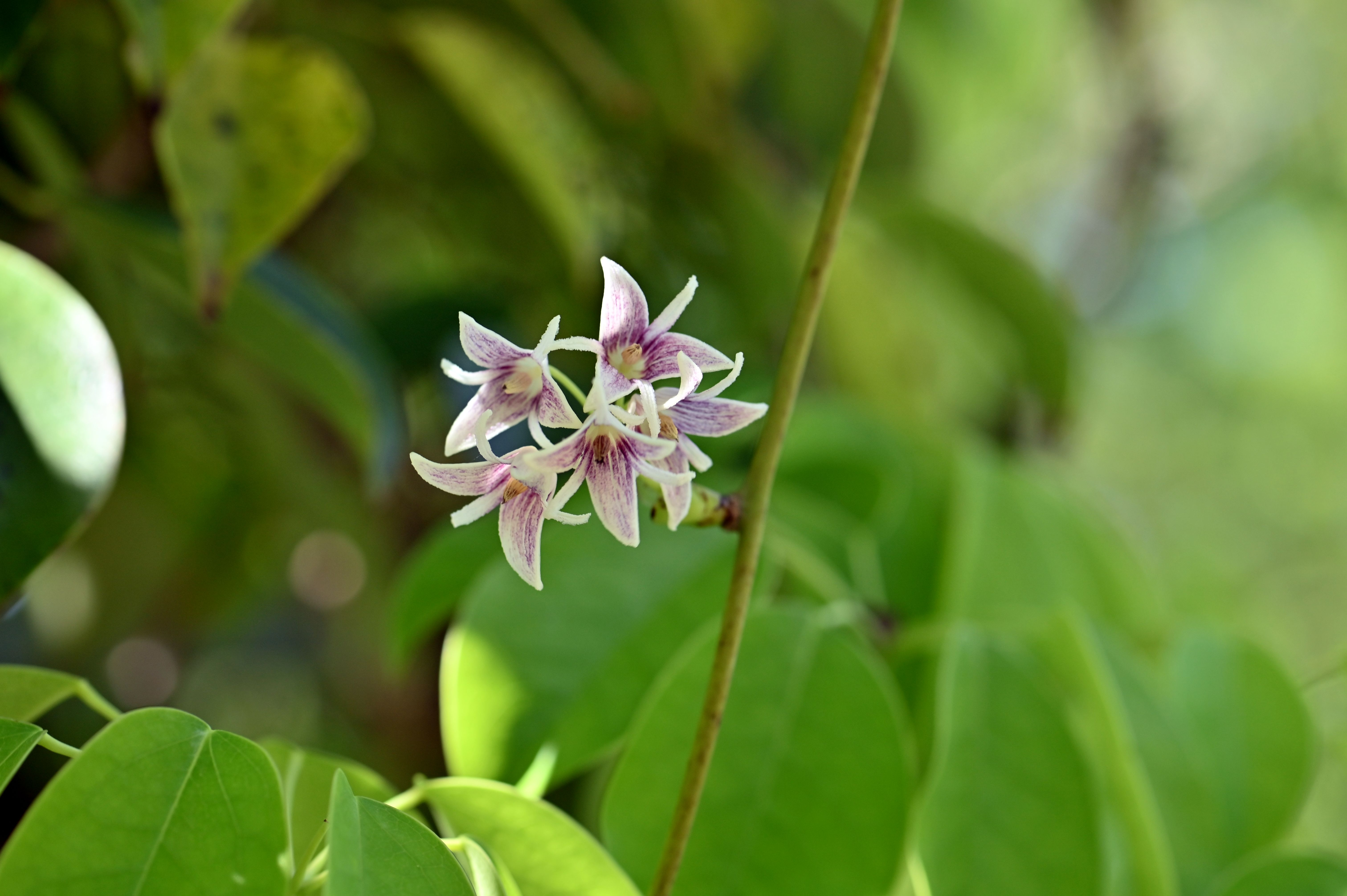
雄花
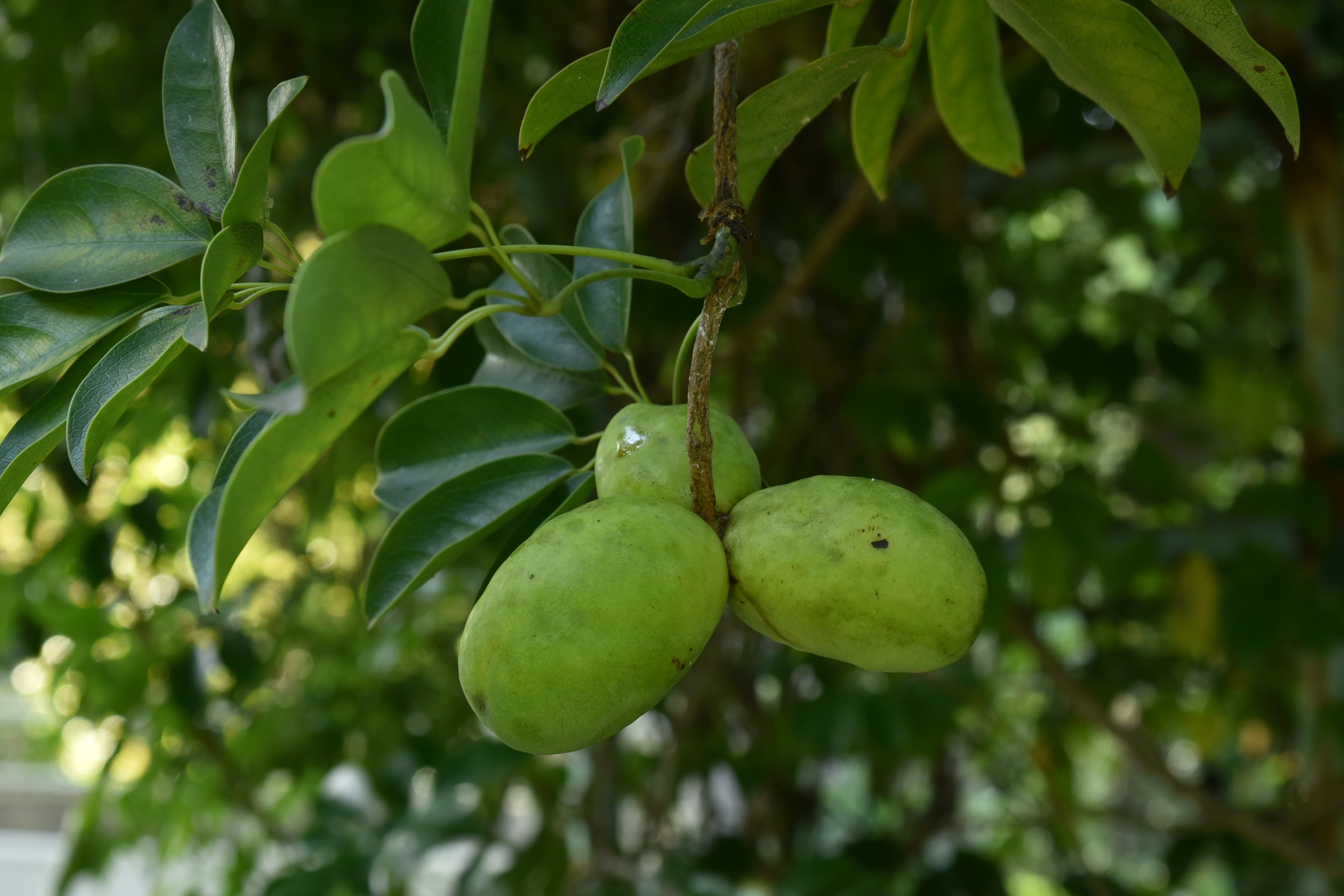
未熟果（9月）
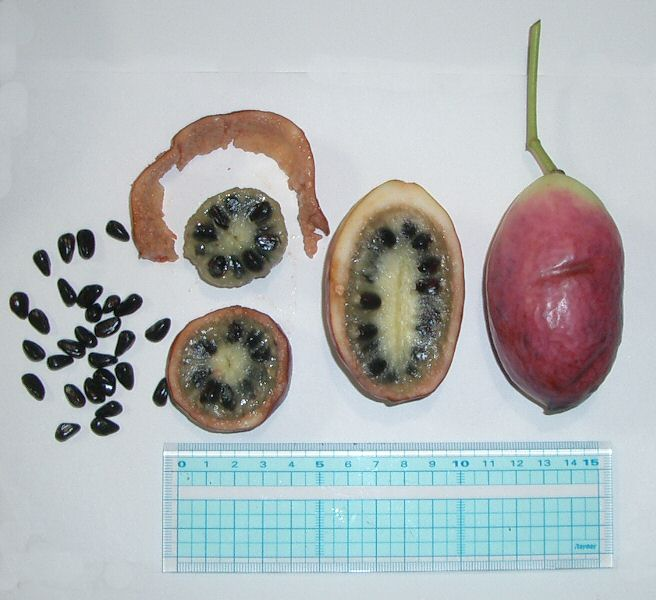
果実（断面図）

## 利用
主に盆栽や日陰棚にしたてる。新芽と果実は食用となる。日本では伝統的に果樹として重んじられ、宮中に献上する習慣もある。
アケビ等に比較して果実が小さく、果肉も甘いが食べにくいので商業的価値はほとんどないが、現在でも生産農家はあり、皇室のほか、天智天皇を祭る近江神宮、靖国神社に献上している。
茎や根は野木瓜（やもっか）という生薬で利尿剤となる。